# 藤田真文
藤田 真文（ふじた まふみ、1959年 - ）は、日本の社会学者。法政大学社会学部教授。専門は、マス・コミュニケーション論、メディア論。BS日本番組審議会委員。

## 人物・来歴
1959年、青森県生まれ。
1982年、中央大学法学部政治学科卒業。1984年、早稲田大学大学院政治学研究科博士前期課程修了。1987年、慶應義塾大学大学院法学研究科政治学専攻博士後期課程単位取得満期退学。
1990年、八戸大学商学部専任講師。
1992年、常磐大学人間科学部専任講師、1996年 助教授となる。
1999年、法政大学社会学部助教授、2000年 教授となる。2018年4月1日より、同学部長。
学外の活動として、放送倫理・番組向上機構放送倫理検証委員（2014年4月1日 - 2020年3月31日）。

## 著書

### 単著
- 『ギフト、再配達――テレビ・テクスト分析入門』（せりか書房, 2006年）

### 共著
- （大石裕・岩田温）『現代ニュース論』（有斐閣, 2000年）
- （平井智尚・大淵裕美・島岡哉・小林義寛・小林直毅）『ポピュラーTV』（風塵社, 2009年）

### 編著
- 『メディアの卒論――テーマ・方法・実際』（ミネルヴァ書房, 2011年）

### 共編著
- （伊藤守）『テレビジョン・ポリフォニー――番組・視聴者分析の試み』（世界思想社, 1999年）
- （岡井崇之）『プロセスが見えるメディア分析入門――コンテンツから日常を問い直す』（世界思想社, 2009年）
- （丹羽美之）『メディアが震えた――テレビ・ラジオと東日本大震災』（東京大学出版会, 2013年）

### 共訳書
- （伊藤守・常木瑛生・吉岡至・小林直毅・高橋徹）J・フィスク『テレビジョンカルチャー――ポピュラー文化の政治学』（梓出版社, 1996年）